# Alstonia spectabilis
Alstonia spectabilis är en oleanderväxtart. Alstonia spectabilis ingår i släktet Alstonia och familjen oleanderväxter.

## Underarter
Arten delas in i följande underarter:
- A. s. ophioxyloides
- A. s. spectabilis